# José Benjamin Zubiaur
José Mariano Benjamin Zubiaur (* 31. März 1856, Paraná, Entre Ríos, Argentinien; † 6. September 1921, Buenos Aires) war ein argentinischer Pädagoge und wird als Erneuerer des argentinischen Schulsystems bezeichnet. Sein internationaler Bekanntheitsgrad ist verbunden mit seinem Amt als Gründungsmitglied des Internationalen Olympischen Komitees.

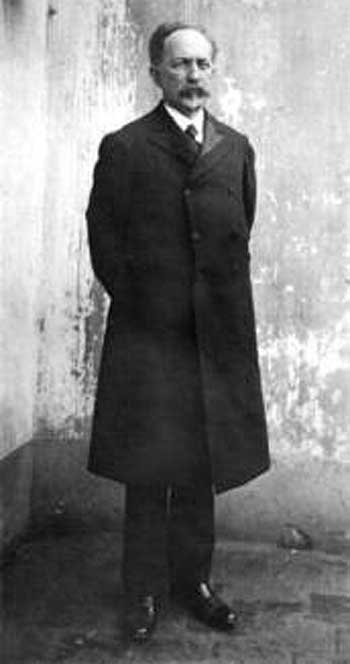
José Benjamin Zubiaur

Zubiaur entstammte einer Familie spanischer Basken. Sein Großvater verließ im späten 18. Jahrhundert den kleinen Ort Viscaya im Baskenland und siedelte in das spanische Vizekönigreich des Río de la Plata in Südamerika über. Die Familie baute ein kleines Warenhaus auf, in dem Zubiaur bereits als Kind mithelfen musste. Sein Vater starb sehr früh als er sechs Jahre alt war.
Die wirtschaftliche Situation der Familie verschlechterte sich durch den Tod des Vaters erheblich, trotzdem versuchte man dem jungen Zubiaur eine Ausbildung zu verschaffen. Mit 14 begann er eine Lehre bei einem Kaufmann. Erst mit 19 verschaffte ihm sein Schwager, ein angesehener Akademiker, ein Stipendium an einer höheren Schule, dem Colegio Nacional del Uruguay in Concepción del Uruguay, einer Stadt im Norden Argentiniens. Obwohl selbst noch jung an Jahren, entdeckte Zubiaur hier sein Talent für die Unterrichtung junger Menschen. Nach kurzer Zeit erlaubte man ihm bereits in der Bibliothek zu arbeiten und als Hilfslehrer zu unterrichten.
Angesichts der allgemein schlechten wirtschaftlichen Situation, in der, wie Zubiaur seinerzeit selbst auch, viele junge Menschen in Argentinien lebten, gründete er deshalb 1877 eine Gesellschaft zur Volksbildung, La Fraternidad, die Studenten bei ihrem Studienabschluss helfen sollte.
Nachdem Zubiaur 1879 das Colegio Nacional abgeschlossen hatte, blieb er zunächst in Concepción, um an einer dem Colegio angeschlossenen juristischen Fakultät zu studieren. Gleichzeitig leitete er hier eine von ihm gegründete Volksschule. Bereits ein Jahr später musste er Concepción jedoch verlassen, da die Fakultät geschlossen wurde. Zur Beendigung seines Jurastudiums zog er in Argentiniens Hauptstadt Buenos Aires, wo er an der dortigen Universität 1884 zum Doktor der Jurisprudenz promovierte.
Während der letzten Studienjahre arbeitete Zubiaur nebenbei im Ministerium der Justiz als Büroangestellter. Hier machte er sich schnell einen Namen und stieg zum Inspektor der Volksschulen und weiterbildenden Schulen auf. Außerdem hielt er Vorträge für angehende Lehrer und gründete die berufsständische Zeitschrift La Educatión. Diese Zeitschrift sollte in den kommenden zwei Jahrzehnten erheblichen Einfluss auf das Bildungssystem in Argentinien haben. 1888 übersetzte er das bekannte Lehrbuch von Johann Heinrich Pestalozzi "Wie Gertrude ihre Kinder lehrt".
Zubiaur gehörte 1889 als Pädagoge zu den Respektspersonen seines Heimatlandes. Im Auftrag des Ministeriums der Justiz, das auch für Kultur und Bildung zuständig war, wurde Zubiaur zum Mitglied einer Delegation berufen, die Argentinien auf der Weltausstellung in Paris vertreten sollte. Zum Zweck des Studiums verschiedener europäischer Schulsysteme jener Zeit ermöglichte man ihm, ein komplettes Jahr in Europa zu bleiben, weshalb er die lange Reise mit seiner gesamten Familie unternahm. Eine seiner Töchter, América, erblickte in Frankreich das Licht der Welt.
Bei seiner Teilnahme an diversen Kongressen traf er Pierre de Coubertin. Schnell stellten sie Gemeinsamkeiten fest, insbesondere waren beide vom anglo-amerikanischen Erziehungsprogramm überzeugt, das die körperliche Ertüchtigung durch Sport als wesentlichen Faktor für die charakterliche Bildung ansah. Für Zubiaur war diese Begegnung wegweisend für seine weitere Arbeit in Argentinien. Couberins Pläne für eine Wiederbelebung der Olympischen Spiele waren zu dieser Zeit noch kein ernsthaftes Thema.
Nachdem Zubiaur nach Argentinien zurückgekehrt war, nutzte er seine Position zur Einführung des Sportunterrichts an Schulen. Als er 1892 Direktor des Colegio Nacional del Uruguay wurde, also der Schule, an der seine eigene Ausbildung begann, revolutionierte er förmlich die Unterrichtsmethoden. Er förderte die Kunsterziehung, bildete ein Schulorchester, unternahm Exkursionen mit den Studenten, unterstützte studentische Gesellschaften und ließ erstmals in der Geschichte des Landes Frauen zum Studium zu. Er führt das in Argentinien inzwischen bekannt Fußballspiel und Rudern in den Sportunterricht ein und organisierte hierfür Wettkämpfe unter Schulen.
1894 erreichte Zubiaur ein Brief von Coubertin, der ihm mitteilte, dass man ihn in das am 23. Juni 1894 gegründete Internationale Olympische Komitee berufen habe. Coubertin sah in Zubiaur die geeignete Person, die „seinem“ Komitee die nötige Internationalität verlieh und der die olympische Bewegung in Südamerika verbreiten könnte. Tatsächlich unternahm Zubiaur jedoch wenig, was der olympischen Bewegung gedient hätte. Der erste argentinische Sportler nahm erst 1908 an Olympischen Spielen teil. Nachdem 1901 der Mexikaner Miguel de Béistegui y Septién und 1903 der Peruaner Carlos de Candamo ins IOC berufen wurden, war es nur verständlich, dass Coubertin 1907 in einem Brief Zubiaur mitteilte, dass seine Mitgliedschaft erloschen wäre, weil an ihn übersandte Nachrichten und Mitteilungen unbeantwortet blieben.
Die Differenzen zwischen Zubiaur und Coubertin waren offensichtlich. So galt Zubiaurs Interesse weniger den olympischen Idealen, vielmehr war ihm an der erzieherischen Seite des Sports gelegen. Die Seite, von der er überzeugt war, dass sie auch für Coubertin im Vordergrund stand, zumindest bei ihren einzigen persönlichen Begegnungen im Jahr 1889.
So widmete Zubiaur sein Handeln und Tun fast ausschließlich der Erneuerung des Bildungswesens in Argentinien. Als Direktor der Abteilung für Bildungswesen im Ministerium der Justiz und als Mitglied der Nationalen Vereinigung für Bildung hatte er die Möglichkeiten, seine Reformprogramme zu verwirklichen. Er schrieb nebenbei zahlreiche wegweisende Bücher, Artikel und Reden. Bis zuletzt blieb er eiserner Verfechter des Grundideals, dass der Sport vorwiegend eine wichtige erzieherische Aufgabe im Bildungssystem habe. Sportliche Betätigungen in Wettkämpfen außerhalb dieses Systems erschienen ihm entbehrlich. In Zubiaurs Vorstellung wären die Olympischen Spiele dazu geeignet gewesen, Schulen und Schulkindern die Möglichkeit zu bieten, ihr sportliches Können vorzuführen.
Zubiaur starb als hoch geachtete Persönlichkeit. Seinem Wunsch entsprechend wurde er jedoch so bestattet, wie es seinerzeit für einen Lehrer als einfacher Bürger üblich war.
| Personendaten    | Personendaten                                                                                |
| ---------------- | -------------------------------------------------------------------------------------------- |
| NAME             | Zubiaur, José Benjamin                                                                       |
| ALTERNATIVNAMEN  | Zubiaur, José Mariano Benjamin                                                               |
| KURZBESCHREIBUNG | argentinischer Pädagoge und Gründungsmitglied des Internationalen Olympischen Komitees (IOC) |
| GEBURTSDATUM     | 31. März 1856                                                                                |
| GEBURTSORT       | Paraná (Entre Ríos)                                                                          |
| STERBEDATUM      | 6. September 1921                                                                            |
| STERBEORT        | Buenos Aires                                                                                 |